# Selbstzweck
Der Begriff Selbstzweck bezeichnet einen Vorgang oder eine menschliche Betätigung, die ihren (vermeintlichen) Sinn bzw. Wert in sich selbst hat und nicht als Mittel zur Verfolgung eines anderen Zweckes dient. Das Verständnis des Begriffes hängt allerdings davon ab, was man unter der Selbstbestimmung und der eigentlichen Motivation des Menschen versteht.

## Aspekte des Selbstzwecks in der Mystik
Eine besondere Form des Selbstzweckes und der damit verbundenen Sinnproblematik findet sich in der Lebensweise asketischer Eremiten, die unter Verzicht aller Vorzüge der gesellschaftlichen Versorgung nur für sich selbst leben und sich als Mystiker oder Mönche sehen lassen, von denen sie sich aber auch dadurch unterscheiden, dass sie sich unter keine Ordensregel fügen. Damit entsprechen sie dem streng überhöhten Gebot des christlichen Mystikers Meister Eckhart, der dazu sagte:
„Man soll Gott nicht als außerhalb von einem selbst erfassen und ansehen, sondern als sein Eigen und als das, was in einem ist; zudem soll man nicht dienen noch wirken um irgendein Warum, weder um Gott noch um die eigene Ehre noch um irgend etwas. Manche einfältige Leute wähnen, sie sollten Gott [so] sehen, als stünde er dort und sie hier. Dem ist nicht so. Gott und ich, wir sind eins. Durch das Erkennen nehme ich Gott in mich hinein; durch die Liebe hingegen gehe ich in Gott ein.“

## Aspekte des Selbstzwecks in der Religion
Zwei Religionen stehen dieser asketischen und strengen Auffassung besonders nahe. Das sind der Buddhismus und die Bahai-Religion.
- Der Buddhismus

… hat Aspekte des Selbstzwecks insofern, als diese Religion weniger auf ein äußeres Ziel oder eine äußere Gottheit gerichtet ist als auf den Weg der Wahrheitsfindung im Gläubigen selbst. Damit stellt sich hier in ähnlicher Weise die Frage des Selbstzwecks wie in der geistigen und kreativen Tätigkeit des Menschen ganz allgemein (L’art pour l’art). Wer oder was ist letztlich dieses Selbst, welches ist sein höheres Ziel und seine Lebensaufgabe? Der Buddhismus schreibt keinen allgemeinen Weg zur Erlangung einer höheren Wahrheit und Gottesnähe vor. Damit fallen alle formalen Regelwerke fort, und der inhaltliche Aspekt – die jeweils neu gestellte Frage: wie sollte es eigentlich richtig sein? – tritt in den Vordergrund. Das höchste Ziel dieser Philosophie ist Erlösung durch Erkenntnis, und Erkenntnis und Handeln sind unmittelbar miteinander verbunden. Aus der rechten Lebensweise folgt rechte Erkenntnis der Welt durch Einssein mit ihr.
- Die Bahai-Religion

… erscheint mit diesen Forderungen verwandt. Das wird etwa aus folgenden Zitat des Religionsstifters Bahá'u'lláh deutlich:
„Er muss alles, was er gesehen, gehört und verstanden hat, in den Wind schlagen können, um in das Reich des Geistes zu kommen, das die Stadt Gottes ist. Ernste Bemühung ist nötig in unserem Suchen nach Ihm und heißer Eifer, damit wir den Honig der Vereinigung mit ihm zu kosten vermögen. Doch trinken wir aus diesem Kelch, so werden wir die Welt von uns werfen.“

## Aspekte des Selbstzwecks in der Selbstverwirklichung
In der Absicht und auf dem Wege der Selbstverwirklichung erkennt und findet der Mensch sich selbst. Dabei gibt es eine weitere Paradoxie: Indem dem so suchenden und handelnden Menschen die Selbstverwirklichung zum Mittel der Erreichung des höheren Zweckes wird, steht er in der damit verbundenen Gefahr, dass ihm der Zweck zum Selbstzweck wird und er sich am Ende in bloßem Egoismus verliert. Eine mögliche Folge davon kann ein totaler Sinnverlust und eine Trennung von den eigenen Wurzeln sein. Die damit verbundene Desorientierung ist eine Quelle von Neurosen.

## Aspekte des Selbstzwecks in der Absichtslosigkeit
Die Begriffe ‚Zweck’ und ‚Ziel’ sowie ‚Absicht’ sind in gewisser Weise synonym und unterscheiden sich in der damit verbundenen Grundauffassung sehr deutlich in der westlichen und östlichen Philosophie. Kennzeichnend dafür ist besonders das chinesische Prinzip des Wu Wei, demzufolge der Schüler lernen muss, von jeder bewussten Zielvorstellung abzusehen. Es geht dabei darum, sich dem kosmischen Willen und Gesetz unterzuordnen und auf paradoxe Weise ein Ziel dadurch zu erreichen, dass man von der niedrigen Zweckmäßigkeit absieht und seinen Geist auf eine höhere logische Ebene erhebt. Der Autor Eugen Herrigel hat diese Philosophie in seinem Buch Zen in der Kunst des Bogenschießens sehr gut veranschaulicht:
„Wenn Sie mit jedem Schuss die Scheibe treffen, sind Sie nichts anderes als ein Kunstschütze, der sich sehen lassen kann … Die „Große Lehre“ des Bogenschießens hält dies für reine Teufelei. Sie weiß nichts von einer Scheibe, die in bestimmter Entfernung vom Schützen aufgestellt ist. Sie weiß nur von dem Ziel, das sich auf keine Weise technisch erzielen lässt, und dieses Ziel nennt sie, wenn sie es überhaupt nennt, Buddha … Es gibt Stufen der Meisterschaft, und erst, wer die letzte erreicht hat, kann auch das äußere Ziel nicht mehr verfehlen …“

## L’art pour l’art
L’art pour l’art bedeutet übersetzt Kunst um der Kunst willen und ist auch in seiner lateinischen Fassung bekannt als Ars gratia Artis. Die Filmfirma Metro Goldwyn Mayer hatte diesen Schriftzug unter ihrem bekannten brüllenden Löwen im Vorspann ihrer Filme. Am bekanntesten ist der Bezug des Selbstzweck-Begriffes auf das Verständnis der Motivation eines Künstlers und damit das Verständnis des Kunst-Begriffes. Damit ist nicht nur – in diesem programmatischen Fall – die Forderung verbunden, dass Kunst nur für sich selbst stehen sollte, sondern auch der Ausschluss aller anderen Motive als letztlich unwesentlich. Das zumindest seit der Renaissance bekannte und seither ewig diskutierte Thema nach dem eigentlichen Wesen der Kunst erweist sich so als ein Grundthema des Menschen und seiner Handlungen selbst, sofern diese über die physische Versorgung hinausgehen.
Wohl bei keinem anderen Künstler sind wir über seinen inneren Kampf durch seine persönlichen Briefe so gut unterrichtet wie bei Vincent van Gogh. Diese Briefe belegen im Einzelnen sehr deutlich, wie sich dieser Kampf auf das Problem eines höheren Zweckes seiner Kunst konzentriert, der sich mit seinem eigenen Lebensziel und -schicksal verbindet, wobei der Eindruck entsteht, dass er sich diesem Kampf nicht freiwillig stellt, sondern ihm ausgeliefert ist. Auch insofern er dabei eine Kunsttheorie entwickelt, erscheint sie nicht als bewusste und vorsätzliche Konstruktion und als Absicht, sondern als Zustandsbeschreibung. Demnach könnte er als Künstler gar nicht begründen, warum er so handelt, sondern nur, was mit ihm geschieht. Der Künstler erscheint somit nur als ein Ausführungsorgan, und der Zweck seines Handelns ruht dabei einzig in sich selbst und geht auch völlig über seine eigenen egoistischen Zwecke hinaus, ohne dadurch weniger bestimmend zu sein. Demnach erübrigt sich die Problematik der Kunstdefinition dadurch, dass sie das ist, was sie ist – eben eine fundamentale Notwendigkeit des Sich-selbst-Behauptens eines geistig Existierenden, dem sich in anderer Weise auch alle sonst tätigen Menschen stellen müssen, wie das Atmen eine fundamentale Notwendigkeit der körperlichen Existenz ist. Der Selbstzweck erweist sich demnach als ein Urzweck, und alle anderen Zweckerklärungen wären demgegenüber nur nachgereichte Erklärungsversuche.
Vincent schrieb an seinen Bruder Theo:
Man kann nicht auftreten als einer, der anderen Vorteil bringen kann oder eine Sache im Kopf hat, die sich bezahlt machen wird, nein, im Gegenteil, es ist vorauszusehen, dass es auf ein Defizit hinausläuft – und doch, doch fühlt man eine Kraft in sich gären, man hat ein Werk zu schaffen, und es muss geschaffen werden … Man läuft vielfach Gefahr, selber dabei zugrunde zu gehen; Maler sein bedeutet so etwas wie eine Wache auf verlorenem Posten …

## Selbstzweck als Urzweck
Versuchspersonen wurden unter Hypnose veranlasst, nach ihrem Erwachen ganz bestimmte Dinge zu tun, die sie dann auch tatsächlich ausführten. Nach ihren Motiven dafür befragt, gaben sie scheinbar plausible Gründe dafür an. Dadurch entstand jedoch der Eindruck, dass diese lediglich nachgereicht worden waren. Das wirft die Frage auf, ob es sich nicht ebenso mit allen anderen Zweckbegründungen verhält.
Der schottische Philosoph David Hume hat sich besonders mit der Frage der Kausalität beschäftigt und vertrat die Auffassung, dass auch diese im Wesentlichen nachgereicht wird und somit lediglich eine geistige Konstruktion ist. Er bezeichnete die übliche Verbindung von Ursache und Wirkung als nicht zwingend und zumeist nur konstruiert bzw. aus der Erfahrung gewonnen:
„Wenn aber viele gleichförmige Beispiele auftreten und demselben Gegenstand immer dasselbe Ereignis folgt, dann beginnen wir den Begriff von Ursache und Verknüpfung zu bilden. Wir empfinden nun ein neues Gefühl …; und dieses Gefühl ist das Urbild jener Vorstellung von notwendiger Verknüpfung, das wir suchen.“